# ده علی‌خان (شازند)
ده علی‌خان روستایی در دهستان مالمیر بخش سربند شهرستان شازند استان مرکزی ایران است.

## جمعیت
بر پایه سرشماری عمومی نفوس و مسکن در سال ۱۳۹۵ جمعیت این روستا ۵۱ نفر (۱۶خانوار) بوده‌است.